# Rattus timorensis
Rattus timorensis  (Kitchener, Aplin & Boeadi, 1991) è un roditore della famiglia dei Muridi endemico dell'isola di Timor.

## Descrizione

### Dimensioni
Roditore di medie dimensioni, con la lunghezza della testa e del corpo di 157 mm, la lunghezza della coda superiore a 77 mm, la lunghezza del piede di 30 mm, la lunghezza delle orecchie di 20,5 mm e un peso fino a 112 g.

### Aspetto
Il colore del dorso è bruno-olivastro, cosparso di lunghi peli più scuri, mentre le parti ventrali sono ocra chiaro. Le orecchie sono corte, arrotondate, con la pelle grigio scura, ricoperte di piccoli peli scuri esternamente e più chiari internamente. Il dorso delle mani e dei piedi è grigio mentre lateralmente sono bianche. La coda è bicolore, grigio scuro sopra e bianca sotto, con 14 anelli di scaglie per centimetro. Le femmine hanno un paio di mammelle post-ascellari e due paia inguinali.

## Biologia

### Comportamento
È una specie terricola.

## Distribuzione e habitat
Questa specie è conosciuta soltanto da un individuo catturato sul monte Mutis, nella parte occidentale dell'isola di Timor. Probabilmente è presente su tutta l'isola. Il ritrovamento di numerosi di resti fossili fa supporre che in passato era abbondante almeno fino a 500 metri di altitudine.
Vive ad altitudini di circa 1.900 metri.

## Conservazione
La IUCN Red List, considerato che questa specie è conosciuta soltanto da un individuo femmina catturata nel 1987 e ora depositata presso il Western Australian Museum di Perth, Australia, con numero di catalogo WAM M34827, classifica R.timorensis come specie con dati insufficienti (DD).